# 水戶車站
水戶車站（日语：〔〕／ Mito eki */?）是一位于日本茨城縣水戶市宮町，由東日本旅客鐵道（JR東日本）、日本貨物鐵道（JR貨物）與鹿島臨海鐵道所共用的鐵路車站。

## 停靠路線
JR東日本、JR貨物的常磐線（JR東日本為第一種鐵道事業，JR貨物為第二種鐵道事業），JR東日本水郡線，鹿島臨海鐵道大洗鹿島線都有停靠。
作為JR車站是常磐線所屬線。另外，除日間時間帶，以友部站終點的水戶線有一部分列車途經常磐線直通至此站。水郡線與大洗鹿島線以此站為起點。常磐線運行的特急「常陸」「常盤」（土浦站到發除外）所有列車停靠。此站是中途站，常磐線也以此站作為運行上的邊界站，列車多數設定於此站到發（但是，品川、上野、土浦方向及水戶線北鄰的勝田站到發的列車更多。因此，此站－勝田站的1站路段也有若干列車運行班次較多）。

## 車站結構
島式月台4面8線的地面車站。

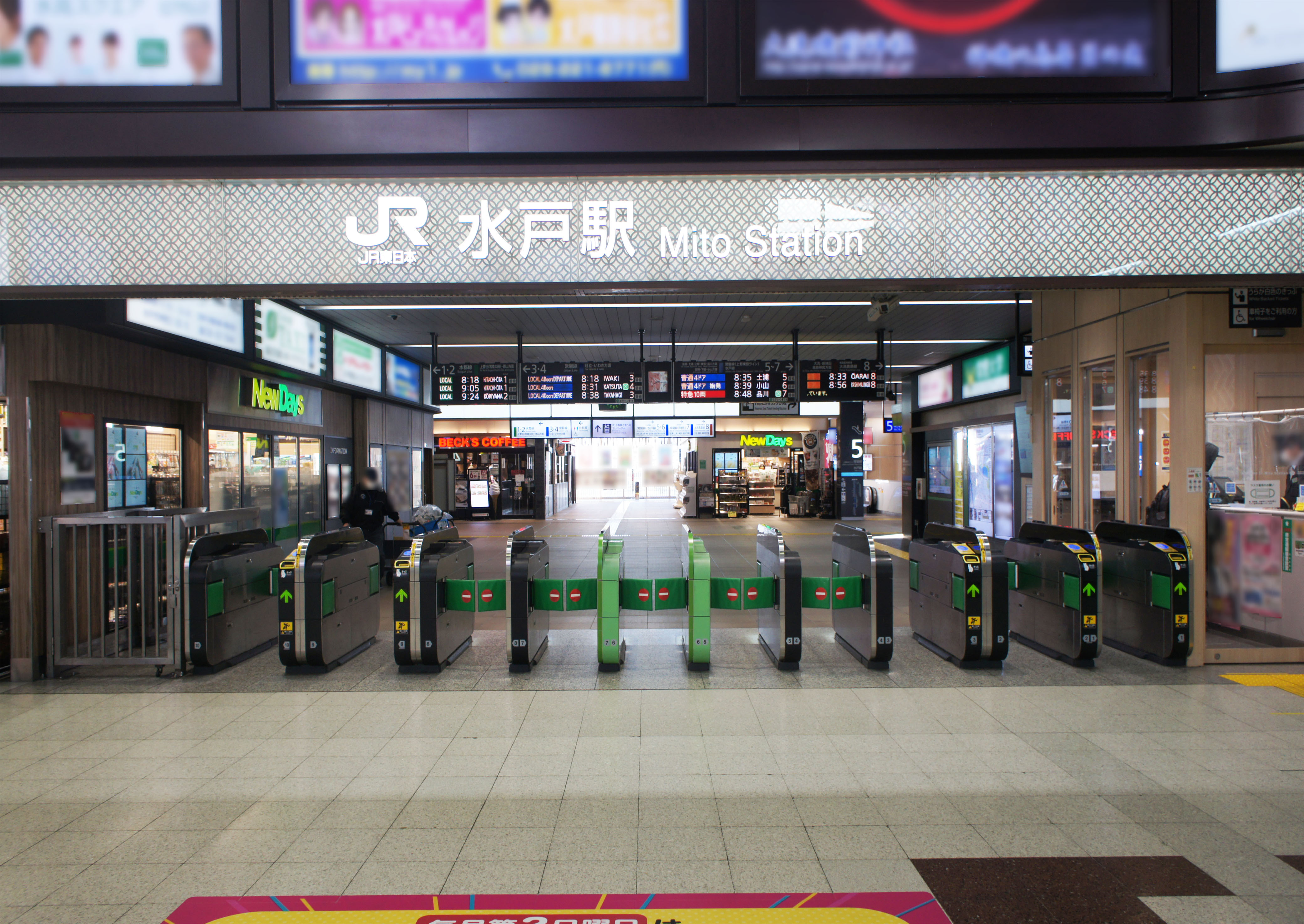
檢票口（2022年1月）
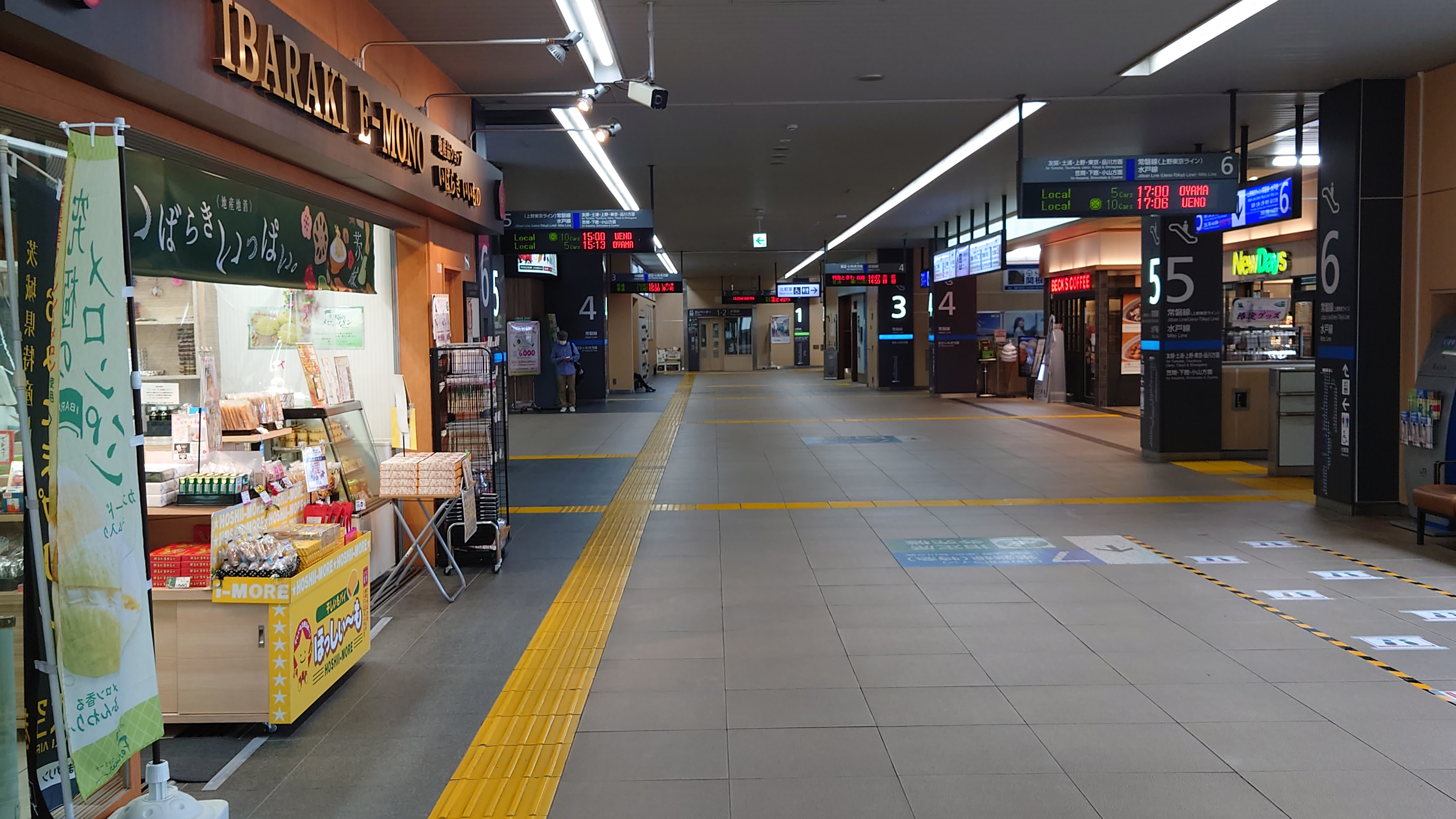
大堂（2021年5月）
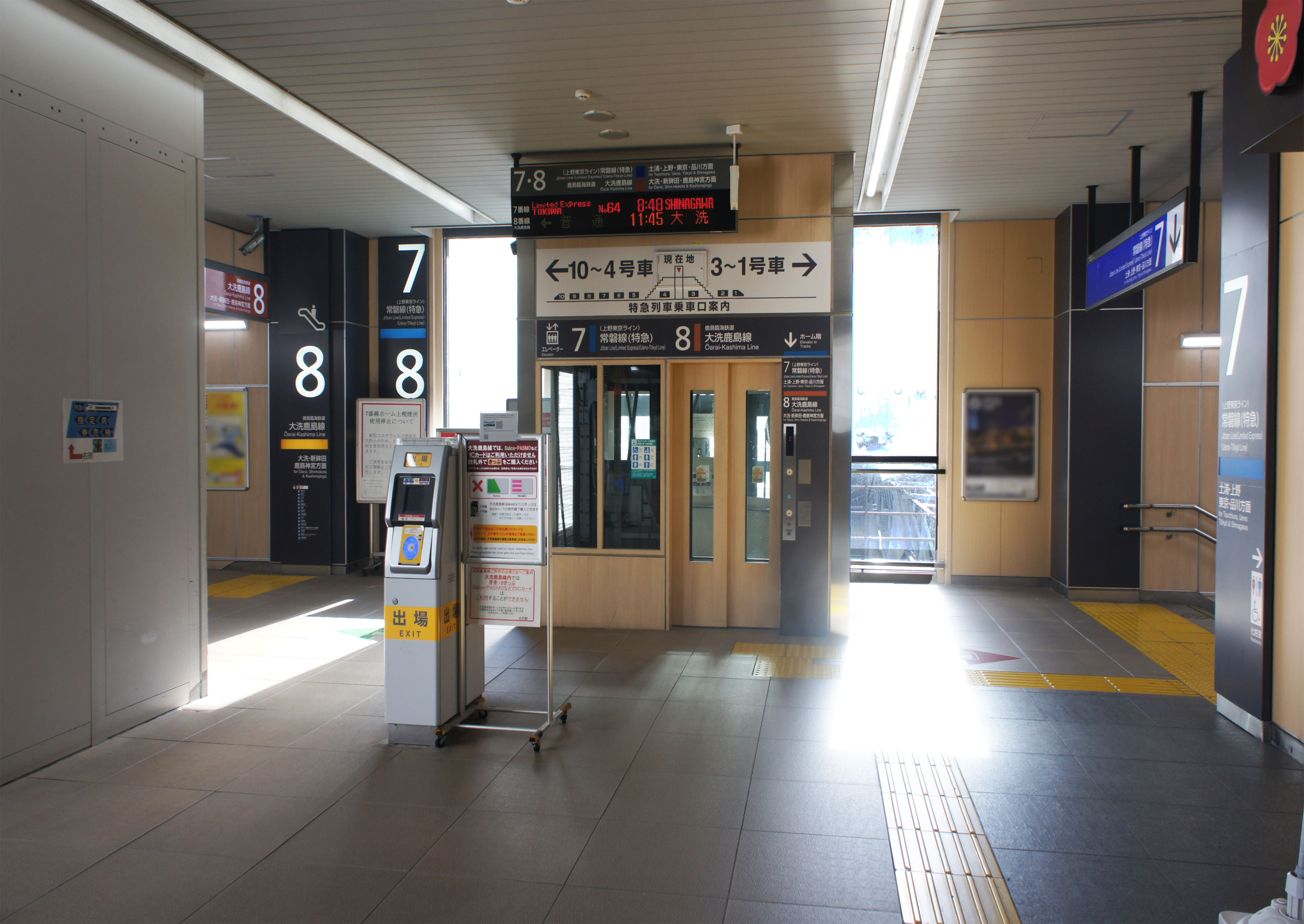
鹿島臨海鐵道轉乘閘口（2021年12月）
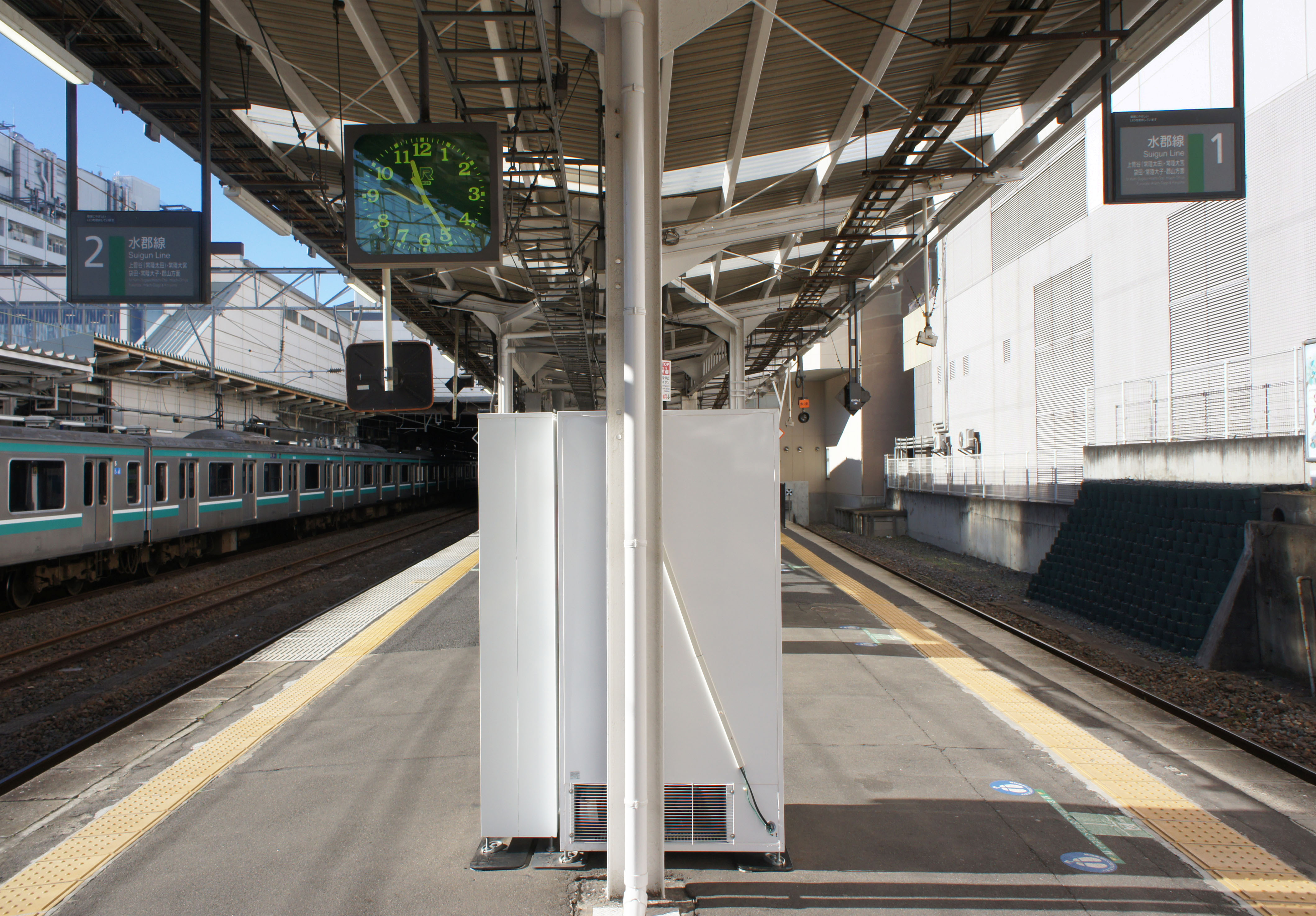
1・2號月台（2021年12月）
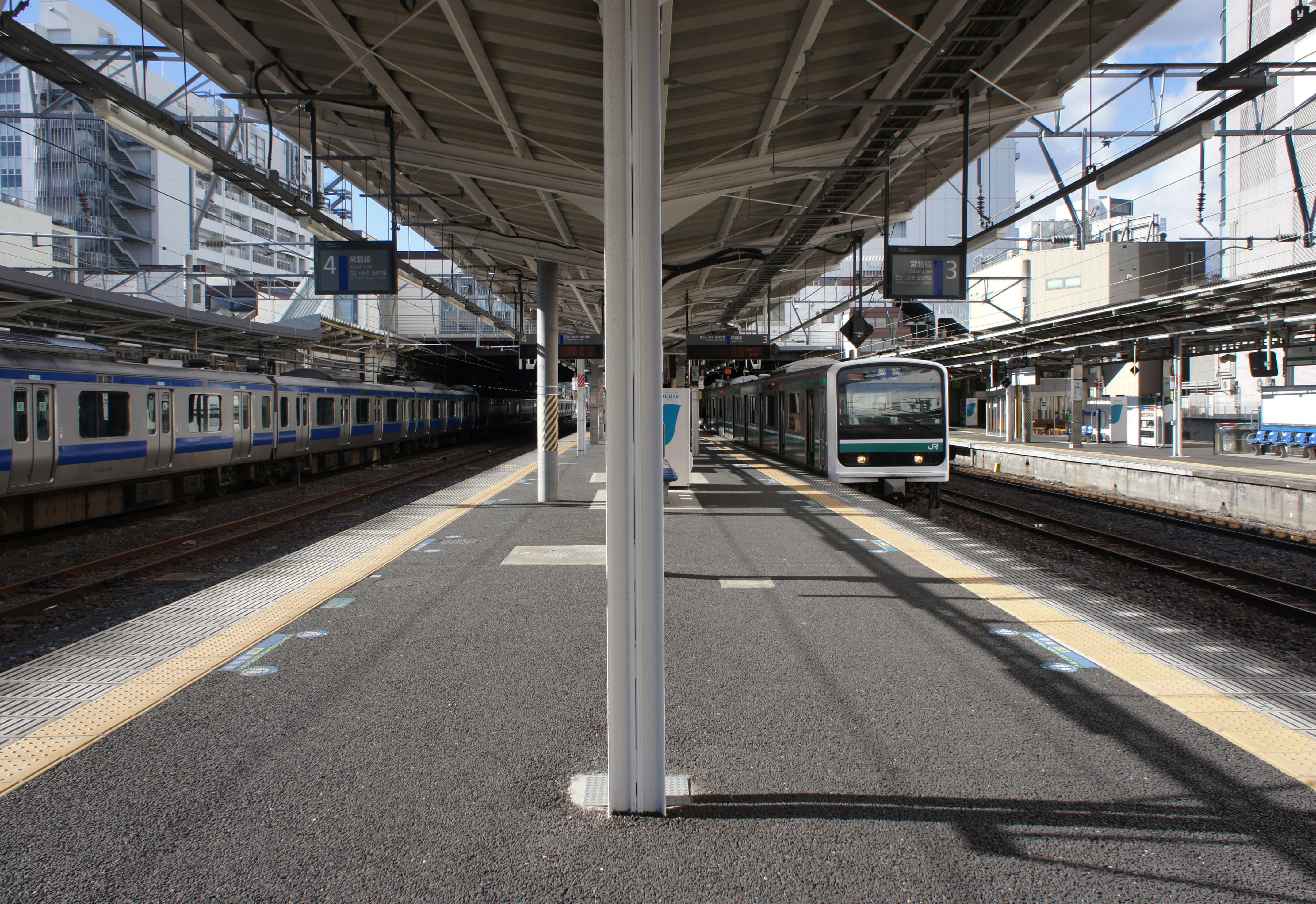
3・4號月台（2021年12月）
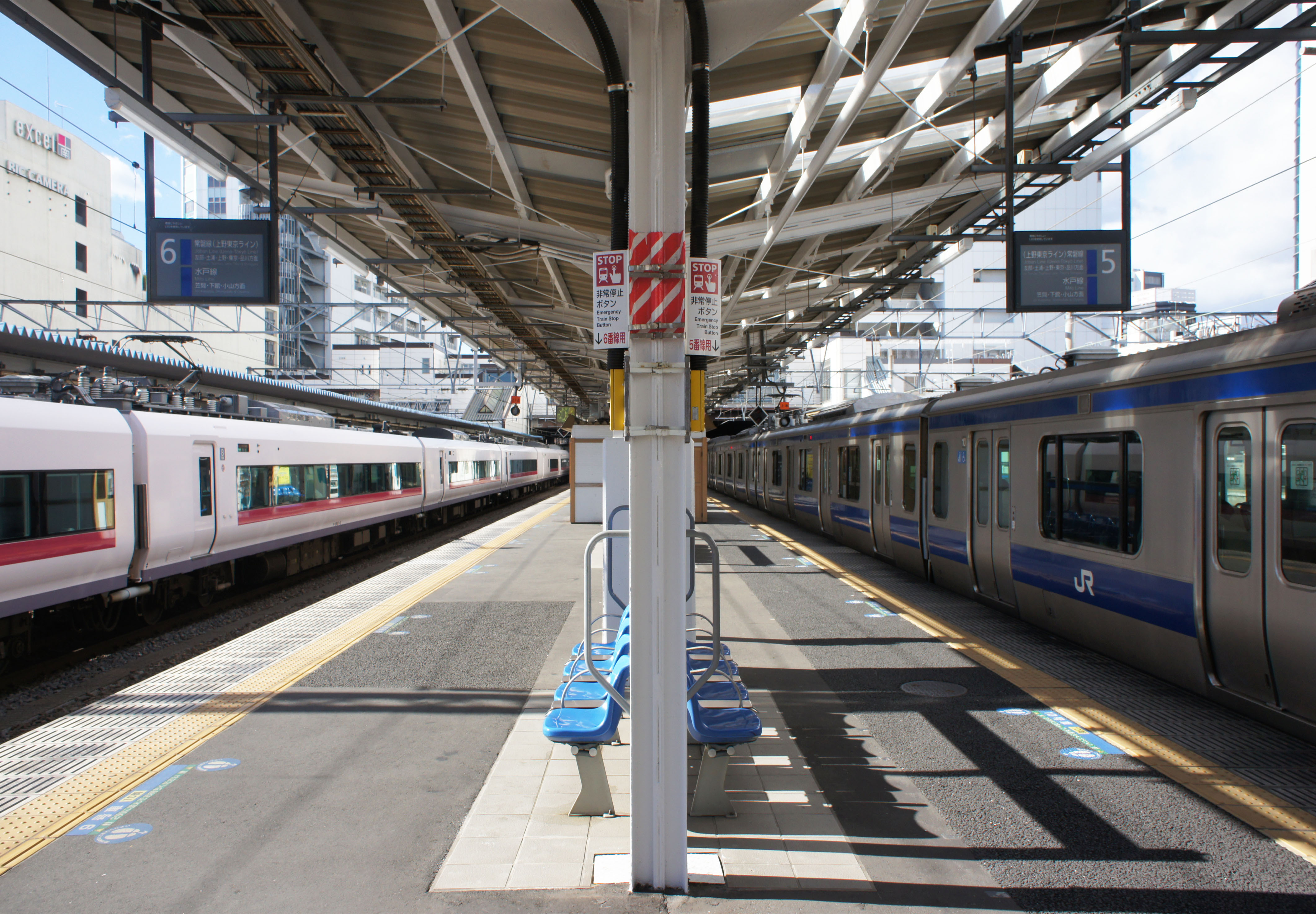
5・6號月台（2021年12月）
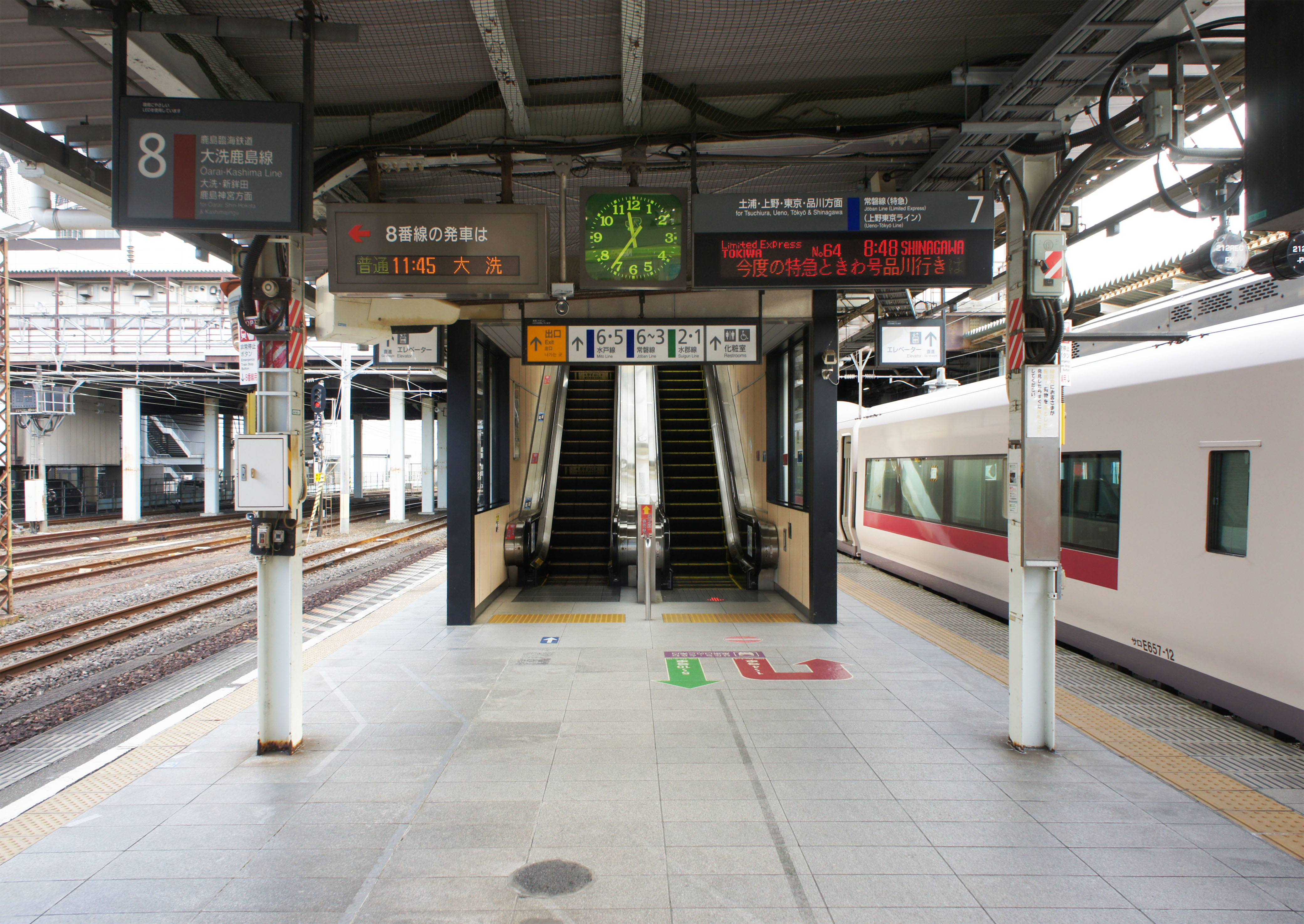
7・8號月台（2021年12月）

### 月台配置
| 月台 | 路線                               | 方向 | 目的地                                         | 備註                                       |
| ---- | ---------------------------------- | ---- | ---------------------------------------------- | ------------------------------------------ |
| 1、2 | ■水郡線                            | 下行 | 上菅谷、常陸大宮、常陸大子、郡山、常陸太田方向 | 常陸太田方向部分需要於上菅谷轉乘           |
| 3、4 | ■常磐線                            | 下行 | 日立、磐城、廣野、龍田方向                     | 特急於4號月台                              |
| 5、6 | ■常磐線                            | 上行 | 友部、土浦、上野、東京、品川方向               | 包括■上野東京線                            |
| 5、6 | ■水戶線                            | 上行 | 笠間、下館、小山方向                           | 部分需於友部轉乘常磐線列車                 |
| 7    | ■常磐線（特急） 「常陸」、「常盤」 | 上行 | 土浦、上野、東京、品川方向                     | 包括■上野東京線。 其他為特急車輛與臨時列車 |
| 8    | ■大洗鹿島線                        | 下行 | 大洗、新鉾田、鹿島神宮方向                     |                                            |

（來源：JR東日本:車站構內圖 （页面存档备份，存于））

## 使用情況

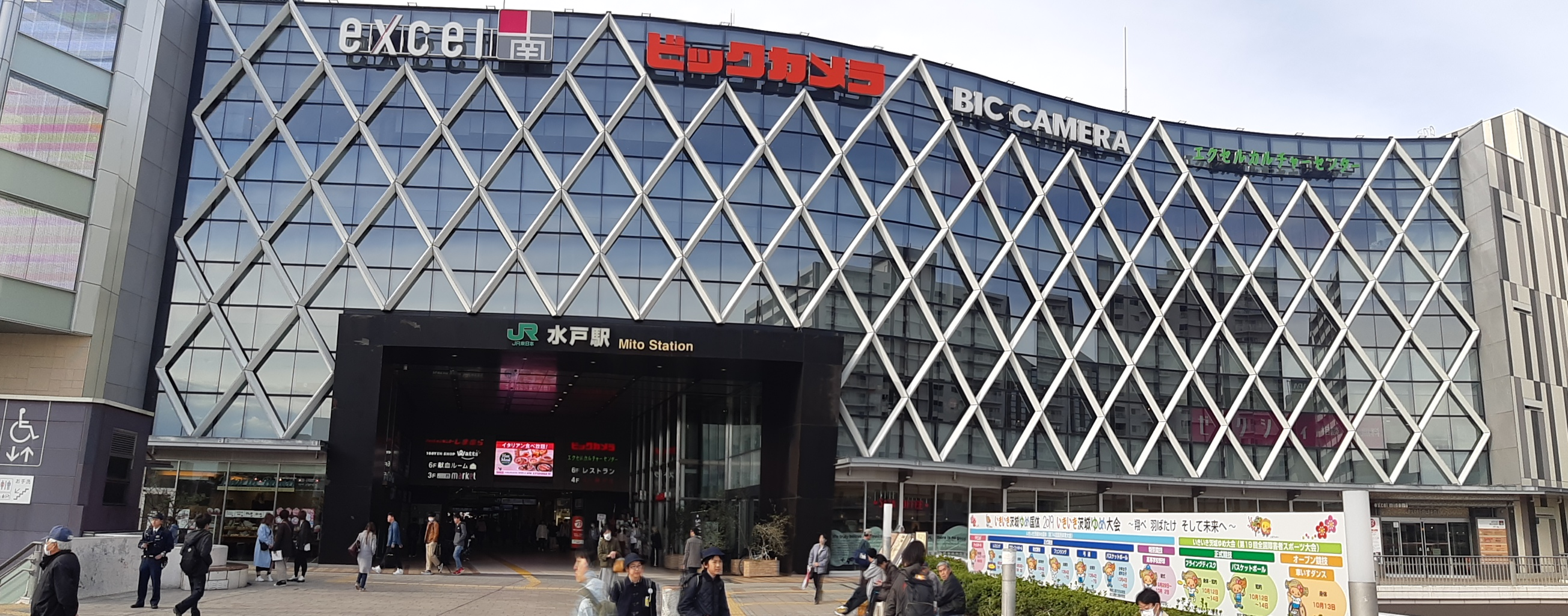
南口(2019年4月11日)

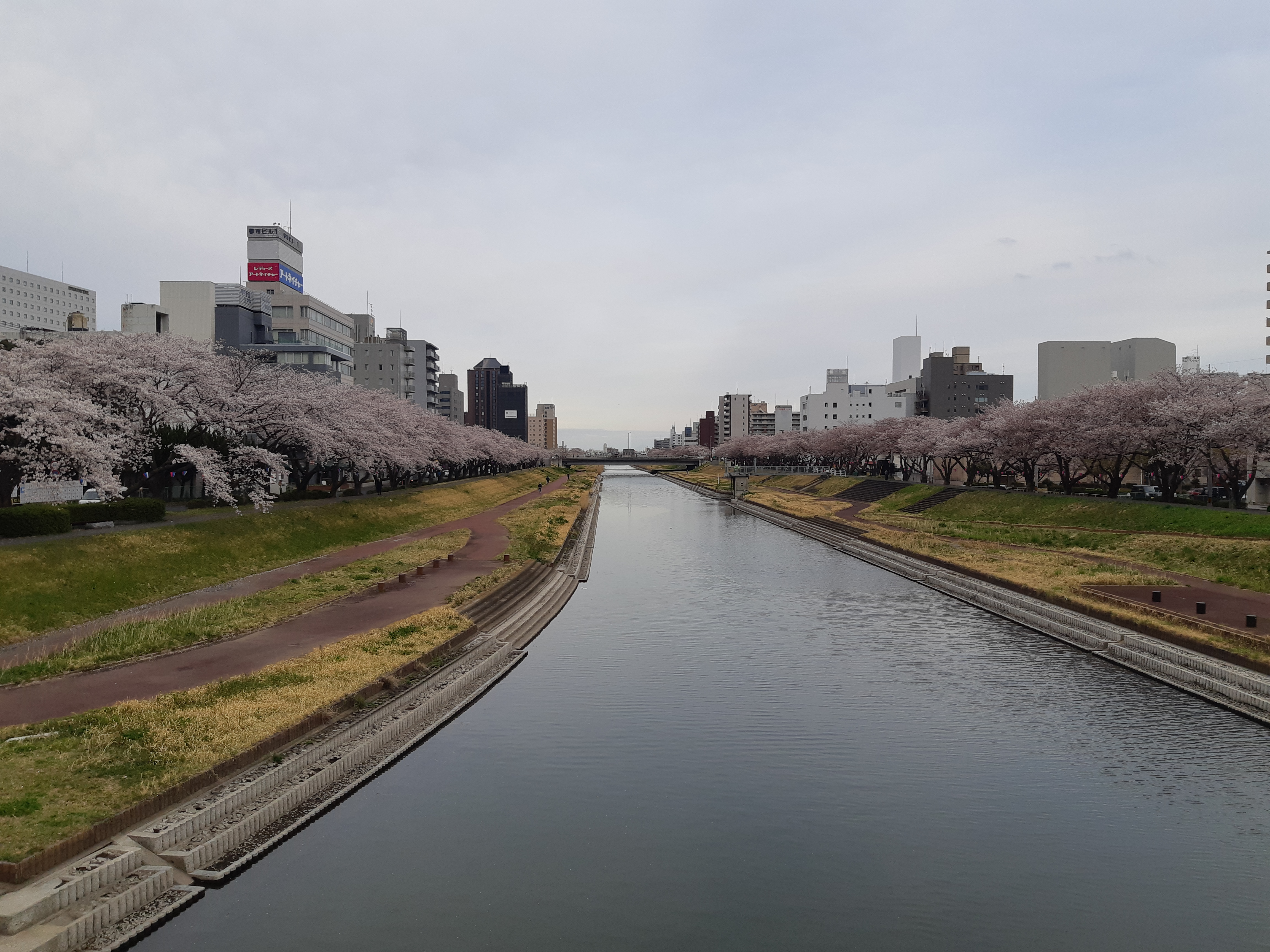
距離水戶車站南口步行約5分鐘的櫻川，於櫻花季時可見櫻花盛開

- 水戶站（包括大洗鹿島線使用者）的上下車人次為一日6萬人[3]。
  - JR東日本 - 2018年度（平成30年度）1日平均上車人次為29,889人[JR 1]。2012年度（平成24年度）超過取手站（東京支社（日语：東日本旅客鉄道東京支社）），茨城縣內第1位。
  - 鹿島臨海鐵道 - 2017年度（平成29年度）1日平均上車人次為2,060人[鹿島臨海 1]。
- 5方向列車到發的總站，也是水戶市的中心站。周邊的企業與高等學校較多，早晚有許多通勤客與通學的學生、學徒等使用。另外，假日購物客等也有不少人使用。每年8月舉辦「水戶黃門祭（日语：水戸黄門まつり）」與每年9月舉辦「水戶町中節（日语：水戸まちなかフェスティバル）」時由於距離會場最近，車站會非常擁擠。

近年推移如下表。
| 1日平均上車人次推移 | 1日平均上車人次推移 | 1日平均上車人次推移 |
| 年度                | JR東日本            | 鹿島臨海鐵道        |
| ------------------- | ------------------- | ------------------- |
| 2000年（平成12年）  | 30,421              |                     |
| 2001年（平成13年）  | 30,161              |                     |
| 2002年（平成14年）  | 29,561              | 2,583               |
| 2003年（平成15年）  | 28,936              | 2,418               |
| 2004年（平成16年）  | 29,034              | 2,330               |
| 2005年（平成17年）  | 29,216              | 2,369               |
| 2006年（平成18年）  | 28,859              | 2,321               |
| 2007年（平成19年）  | 28,513              | 2,284               |
| 2008年（平成20年）  | 28,284              | 2,261               |
| 2009年（平成21年）  | 27,896              | 2,185               |
| 2010年（平成22年）  | 27,109              | 2,134               |
| 2011年（平成23年）  | 26,699              | 1,718               |
| 2012年（平成24年）  | 28,041              | 1,926               |
| 2013年（平成25年）  | 29,040              | 2,004               |
| 2014年（平成26年）  | 28,782              | 1,977               |
| 2015年（平成27年）  | 29,767              | 2,037               |
| 2016年（平成28年）  | 30,034              | 2,082               |
| 2017年（平成29年）  | 30,148              | 2,060               |
| 2018年（平成30年）  | 29,889              |                     |

## 相鄰車站
東日本旅客鐵道
■常磐線（包括直通■水戶線）
- 特急「常陸」「常盤」停車站

赤塚－（臨）偕樂園（只限下行列車停車）－水戶－勝田
■水郡線
水戶－常陸青柳
鹿島臨海鐵道
■大洗鹿島線
水戶－東水戶

### 使用情況

#### JR東日本
1. 1 2  . 東日本旅客鉄道.   [2019-07-12]. （原始内容存档于2019-07-05）.
2. ↑  . 東日本旅客鉄道.   [2019-02-28]. （原始内容存档于2007-10-28）.
3. ↑  . 東日本旅客鉄道.   [2019-02-28]. （原始内容存档于2019-03-22）.
4. ↑  . 東日本旅客鉄道.   [2019-02-28]. （原始内容存档于2019-03-22）.
5. ↑  . 東日本旅客鉄道.   [2019-02-28]. （原始内容存档于2019-03-22）.
6. ↑  . 東日本旅客鉄道.   [2019-02-28]. （原始内容存档于2019-03-22）.
7. ↑  . 東日本旅客鉄道.   [2019-02-28]. （原始内容存档于2006-06-16）.
8. ↑  . 東日本旅客鉄道.   [2019-02-28]. （原始内容存档于2019-03-22）.
9. ↑  . 東日本旅客鉄道.   [2019-02-28]. （原始内容存档于2019-03-22）.
10. ↑  . 東日本旅客鉄道.   [2019-02-28]. （原始内容存档于2014-10-06）.
11. ↑  . 東日本旅客鉄道.   [2019-02-28]. （原始内容存档于2019-03-22）.
12. ↑  . 東日本旅客鉄道.   [2019-02-28]. （原始内容存档于2011-07-10）.
13. ↑  . 東日本旅客鉄道.   [2019-02-28]. （原始内容存档于2018-07-07）.
14. ↑  . 東日本旅客鉄道.   [2019-02-28]. （原始内容存档于2019-03-24）.
15. ↑  . 東日本旅客鉄道.   [2019-02-28]. （原始内容存档于2019-03-24）.
16. ↑  . 東日本旅客鉄道.   [2019-02-28]. （原始内容存档于2019-03-24）.
17. ↑  . 東日本旅客鉄道.   [2019-02-28]. （原始内容存档于2019-03-23）.
18. ↑  . 東日本旅客鉄道.   [2019-02-28]. （原始内容存档于2019-03-24）.
19. ↑  . 東日本旅客鉄道.   [2018-07-06]. （原始内容存档于2018-07-06）.

#### 鹿島臨海鐵道
1. 1 2  . 水戸市. 2018-12-21  [2019-03-10].
2. ↑   (PDF). 水戸市: 168. 2016-11  [2019-02-28]. （原始内容 (PDF)存档于2019-02-28）.
3. 1 2 3 4 5   (PDF). 水戸市: 168. 2017-11  [2019-02-28]. （原始内容 (PDF)存档于2019-02-28）.

## 外部連結
JR東日本
- 車站資訊（水戶）：東日本旅客鐵道

鹿島臨海鐵道
- 水戶站 （页面存档备份，存于）